# 김보람 (양궁 선수)
김보람(1973년 4월 9일~)은 대한민국의 양궁 선수, 지도자이다. 1996년 하계 올림픽 남자 단체전에서 은메달을 획득했다.

## 수상

### 수훈
- 체육훈장 맹호장(2004년 3월 25일)
- 체육훈장 백마장(1994년 4월 21일)